# Cheiroplatea
Cheiroplatea is een geslacht van kreeftachtigen uit de klasse van de Malacostraca (hogere kreeftachtigen).

## Soorten
- Cheiroplatea cenobita Spence Bate, 1888
- Cheiroplatea laticaudata Boas, 1926
- Cheiroplatea mitoi Miyake, 1978
- Cheiroplatea pumicicola Forest, 1987
- Cheiroplatea rotundioculus Komai & Chan, 2016
- Cheiroplatea scutata Ortmann, 1892
- Cheiroplatea stenurus Forest, 1987